# Emma Engbers
Emma Engbers (Delft, 3 september 1990) is een Nederlandse marathonschaatsster in het Nederlandse marathonpeloton met beennummer 63. Daarnaast is ze afgestudeerd cultureel antropoloog (Universiteit Utrecht) en consultant. 
Engbers reed in het marathonpeloton in 2011-2013 voor Groenehartsport.nl en vanaf seizoen 2013/14 voor Team Mastermind. In de seizoenen 2015/2016 en 2017/2018 behaalde Engbers de derde plaats in het klassement van de KPN Marathon Cup. Haar laatste marathonseizoen, 2023/2024, reed ze voor teamVGRVreugdenhil, vooral in dienst van Tessa Snoek.
Belangrijke podiumplaatsen behaalde Engbers bij de natuurijsmarathons in Haaksbergen (2016, derde plaats), Noordlaren (2017, tweede plaats), Runmeer (Zweden, 2017, tweede plaats) en Noordlaren (2018, derde plaats), bij het NK Marathon (2018, derde plaats) en bij de Alternatieve Elfstedentocht (2020, tweede plaats)